# Everybody's Someone
«Everybody's Someone» es el segundo sencillo de la americana LeAnn Rimes de su álbum Whatever We Wanna. La canción la acompaña con el irlandés exintegrante de Westlife, Brian McFadden.

## Listado

### CD1
1. «Everybody's Someone» (Gateway Mix)
2. «Probably Wouldn't Be This Way» (Dan Huff Remix)

### CD2
1. «Everybody's Someone» (Gateway Mix)
2. «Nothing About Love Makes Sense»
3. «And It Feels Like» (Hi Tack Remix)
4. «Everybody's Someone» (Video)

## Posicionamiento
| Listas 2006           | Posición |
| --------------------- | -------- |
| Ireland Singles Chart | 27       |
| UK Singles Chart      | 48       |

- Datos: Q5417669